# Mbélima (Basse-Kotto)
Mbélima est une commune rurale de la préfecture de la Basse-Kotto, en République centrafricaine. Elle doit son nom à la rivière Béléma (ou Mbélima), affluent de la Banguiketté.

## Géographie
La commune est située au sud de la préfecture de Basse-Kotto.
|        | Bakou  | Kembé |
| Ouambé | Mbéima | Mboui |
|        | Mobaye |       |

## Villages
La commune compte 150 villages en zone rurale recensés en 2003 : Aoutankoe 1, Badja, Bakanga, Baloba, Bambi 1, Banda 1, Banda 2, Banda-Fara, Banda-Gbazingui, Banda-Mbiligo, Bandou 1, Bandou 2, Bandou 3, Batalimo-Kpetene, Bodo, Bolo, Bolo-Pengue, Bombala, Boubanda, Boulangba, Boulangba 1, Boutami, Bouyidou, Camp Bangui-Kette, Damba-Leyassi, Damba-Setchia, Degui, Deho, Diapa, Dimangoa, Dimate, Djagro, Djoengba, Dougba, Doukoulou 1, Doukoulou 2, Doukoulou-Bida, Doumandja, Doussi, Filakou, Foulata, Foulata-Polonda, Gbabi 2, Gbada-Djivo, Gbadalahou 2, Gbadalao 1, Gbada-Ndandji, Gbaga, Gbama 1, Gbama 2, Gbama 3, Gbama 4, Gbangolo, Gboulouvou, Gongba, Gouakidji, Gouanga, Goyidou, Houtoudou, Ima 2, Ima-Foulata, Ima-Langandji, Ima-Lissi, Ima-Manzambe, Kandja, Kandjia, Kizi, Kologbo, Koumassi, Koyabrou, Kozoyangba, Kpadou, Kpangba, Kpolo, Kpoto-Sounda, Kredja 1, Kredjia 2, Lando, Leoua, Mbagou, Mbele 1, Mbele 2, Mbele 3, Mbiloba 1, Mbiloba 2, Mbima 1, Mbima 2, Mbingba 1, Mbingba 2, Mbissoula, Mbitou, Mboche, Ndambolo, Ndjimbrou-Bolimangue, Ndourouma, Ngala, Ngalavou, Ngale, Ngale-Croisement, Ngale-Doumounou, Ngale-Ono, Ngandi, Ngbingala, Ngbito, Ngbolonga, Ngoafo,
Ngoala, Ngolo 1, Ngoudanda 1, Ngoudanda 2, Ngoumbele, Ngoutoro, Ngouvo, Ngrimbi, Nguendji, Nguiakro, Nzengou, Oye 1, Oye 2, Oye-Serenga, Plantation-Bata-Indo, Polaye, Pombata, Rangou, Rouzoumankoe, Sawa, Sida, Sounda, Soungou, Tchekossi, Tchiko, Veke, Voro, Voukpa, Voula, Voula 1, Voula 2, Yabro, Yabrou 2, Yabrou-Ndomapo, Yakpa 1, Yakpa (2, 3), Yama-Ngombele, Yama-Otto, Yao, Zapa, Zima 1, Zima 2, Zinda, Zongo.

## Éducation
La commune compte 12 écoles : Leoua, F1 à Polonda, Serunga, école Plateau à Dimangoua, école Oyé-Mboché à Mboche, Mamadou, Vougahindou, Ngale-Ono, Dieungba-Ngoulaka, Sounda, Zoupende, Golo.